# Sverre Andersen
Sverre Andersen (Stavanger, 9 ottobre 1936 – Stavanger, 1º novembre 2016) è stato un calciatore e allenatore di calcio norvegese, di ruolo portiere.

## Biografia
È il padre di Cato Andersen, anch'egli calciatore.

## Carriera

### Giocatore

#### Club
Andersen debuttò nel Viking nel 1952, giocandovi come portiere fino al 1971. Totalizzò 482 presenze in squadra, di cui 262 in campionato. Per molti anni, fu considerato il miglior portiere norvegese in attività.

#### Nazionale
Andersen giocò 3 incontri per la Norvegia under 21. Vestì, in 41 circostanze, anche la casacca della Nazionale maggiore. Debuttò il 26 agosto 1956, nel pareggio per 1-1 contro la Finlandia.

### Allenatore
Fu allenatore del Viking in quattro periodi distinti. Prima nel 1960, poi dal 1966 al 1970 (in queste prime due esperienze ricoprendo anche il ruolo di calciatore), nel 1973 e nel 1985. Ricoprì anche l'incarico di allenatore dei portieri e quello di allenatore delle giovanili.

## Palmarès

### Giocatore

#### Club

##### Competizioni nazionali
- Campionato norvegese: 1

Viking: 1957-1958
- Coppa di Norvegia: 2

Viking: 1953, 1959

### Allenatore

#### Club

##### Competizioni nazionali
- Campionato norvegese: 1

Viking: 1973